# 乔河乡
乔河乡，是中华人民共和国甘肃省庆阳市华池县下辖的一个乡镇级行政单位。

## 行政区划
乔河乡下辖以下地区：
火石沟门村、打扮村、墩儿山村、虎家洼村、张岔村和齐庄子村。